# Mątwikowate
Mątwikowate (Heteroderidae) – rodzina nicieni.
Do rodziny mątwikowatych zaliczane są następujące rodzaje nicieni:
- Afenestrata
- Bilobodera
- Ekphymatodera
- Globodera
- Heterodera